# Ragunda
La commune de Ragunda est une commune suédoise du comté de Jämtland. 5 440 personnes y vivent. Son siège se trouve à Hammarstrand.

## Localités principales
- Bispgården
- Hammarstrand
- Stugun

## Endroits touristiques
- Döda fallet